# روزهای زیبا (مجموعه تلویزیونی)
روزهای زیبا (انگلیسی: Beautiful Days; کره‌ای: 아름다운 날들) یک مجموعه تلویزیونی محصول کره جنوبی سال ۲۰۰۱ با بازی لی بیونگ هون (بازیگر)، چوی جی وو، ریو شی وون و لی جونگ هیون است. این مجموعه از ۱۴ مارس ا ۳۱ مه ۲۰۰۱، روزهای چهارشنبه و پنجشنبه ساعت ۲۱:۵۵ (کی‌اس‌تی) از اس‌بی‌اس برای ۲۴ قسمت پخش شد.

## بازیگران

### اصلی
- لی بیونگ هون در نقش لی مین چول
  - بک سونگ هیون در نقش جوانی لی مین چول
- چوی جی وو در نقش کیم یون سو
- ریو شی وون در نقش لی سون جه، برادر ناتنی مین چول
- لی جونگ هیون در نقش کیم سه نا، خواهر یون سو